# 宋咸熙
宋咸熙（1766年-约1836年）字德恢，号小茗。杭州府仁和县塘棲里（今塘栖镇）人。清代文人，嘉庆十二年（1807）举人。任缙云训导，后任桐乡教谕，在任十二年，提倡风雅，引掖后进，考证文献，编集《桐溪诗述》，为桐乡文化事业做出了贡献。宋氏为塘棲当地望族，咸熙的父亲宋大樽，好藏书，乐于借阅。咸熙也提倡藏书公开、共享文献。由于父亲修佛的关系，宋氏与净慈寺诗僧颠公等僧人友善。阮元对咸熙青眼有加，在其主持编纂《经籍籑诂》期间，宋咸熙曾为编者之一，时称“收掌”。又受阮元命监理敷文书院。其著作有《惜阴日记》《耐冷谭》《耐冷续谭》《思茗斋集》《桐溪诗述》等。